# أولسنيتس (فوكتلاند)
اولنيتس (فغتلند) (بالألمانية: Oelsnitz, Vogtland) هي بلدة ألمانية و Grosse Kreisstadt تقع في ألمانيا في ساكسونيا.

## توأمة
لأولسنيتس (فوكتلاند) اتفاقيات توأمة مع:
- فوميفريدو دي سيشيليا

## أعلام
- رينيه هوب
- فتسشتاين
- هينريتش فابر